# Kjeldahl-stikstof
Kjeldahl-stikstof (Kj-N of Total Kjeldahl Nitrogen -TKN-) is de volgens de Kjeldahl-methode bepaalde som van organisch stikstof, ammoniak (NH3) en ammonium (NH4+) in een monster. Stikstofverbindingen in vorm van nitraat of nitriet worden hierbij niet meegenomen. De methode is vernoemd naar Johan Kjeldahl die het in 1883 ontwikkelde toen hij voor de brouwerij Carlsberg werkte.
Kjeldahl-stikstof wordt onder andere bepaald in monsters uit een biologische waterzuivering of een rioolwaterzuiveringsinstallatie. Ook in de voedingsindustrie wordt het toegepast. Door gebruik te maken van een empirische relatie tussen Kjeldahl-stikstof en eiwit, is het een belangrijke methode voor het indirect kwantificeren van het eiwit-gehalte van een monster.

## Methode
De Kjeldahl-methode bestaat in de praktijk uit drie stappen:

### Stap 1: destructie
Het monster wordt in een refluxopstelling verhit tot 400 °C geconcentreerd zwavelzuur, vaak in combinatie met een katalysator als zilversulfaat of seleenhoudende verbindingen. Tijdens deze destructie worden alle (stikstofhoudende) organische verbindingen afgebroken tot koolstofdioxide, water en ammonium. 

Stap 1 - Destructie
destructie-stap
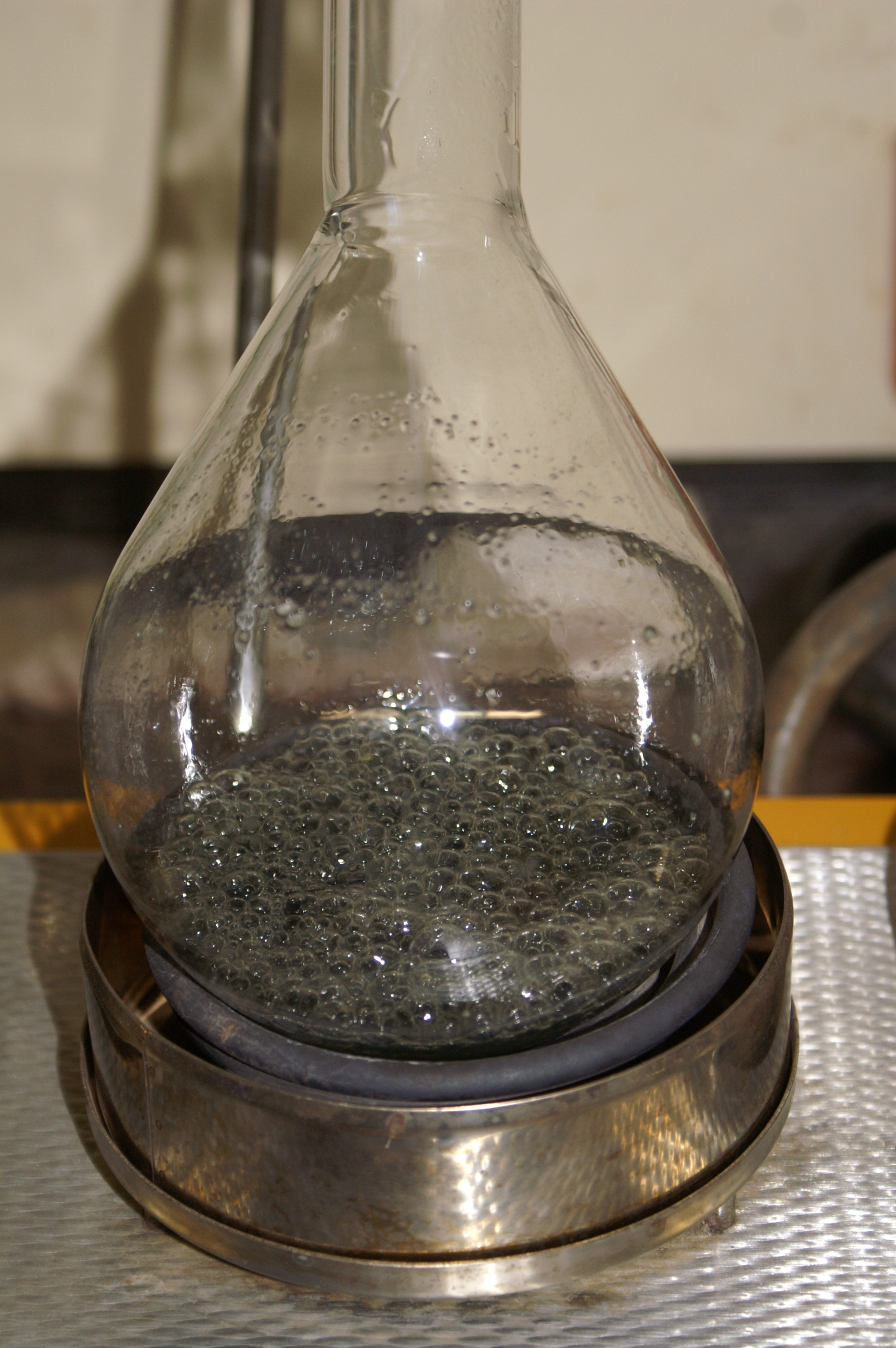
Een Kjeldahl-kolf met een mestmonster en zwavelzuur aan de kook.

De eerste twee (koolstofdioxide en water) verlaten als gas het reactiemengsel, de laatste wordt in de vorm van ammoniumsulfaat in de reactiekolf gehouden:
{\displaystyle \mathrm {(CHNO)\ +\ H_{2}SO_{4}\longrightarrow \ CO_{2}\ +\ H_{2}O\ +\ (NH_{4})_{2}SO_{4}} }

### Stap 2: destilleren
Het mengsel wordt vervolgens afgekoeld tot kamertemperatuur. Door toevoegen van natriumhydroxide wordt de sterk zure oplossing basisch en ontwijkt het ammonium als ammoniakgas. 
{\displaystyle \mathrm {(NH_{4})_{2}SO_{4}\ +\ 2\ NaOH\ \longrightarrow \ Na_{2}SO_{4}\ +\ NH_{3}\ (g)} }

Stap 2 - Destillatie
distillatie-stap
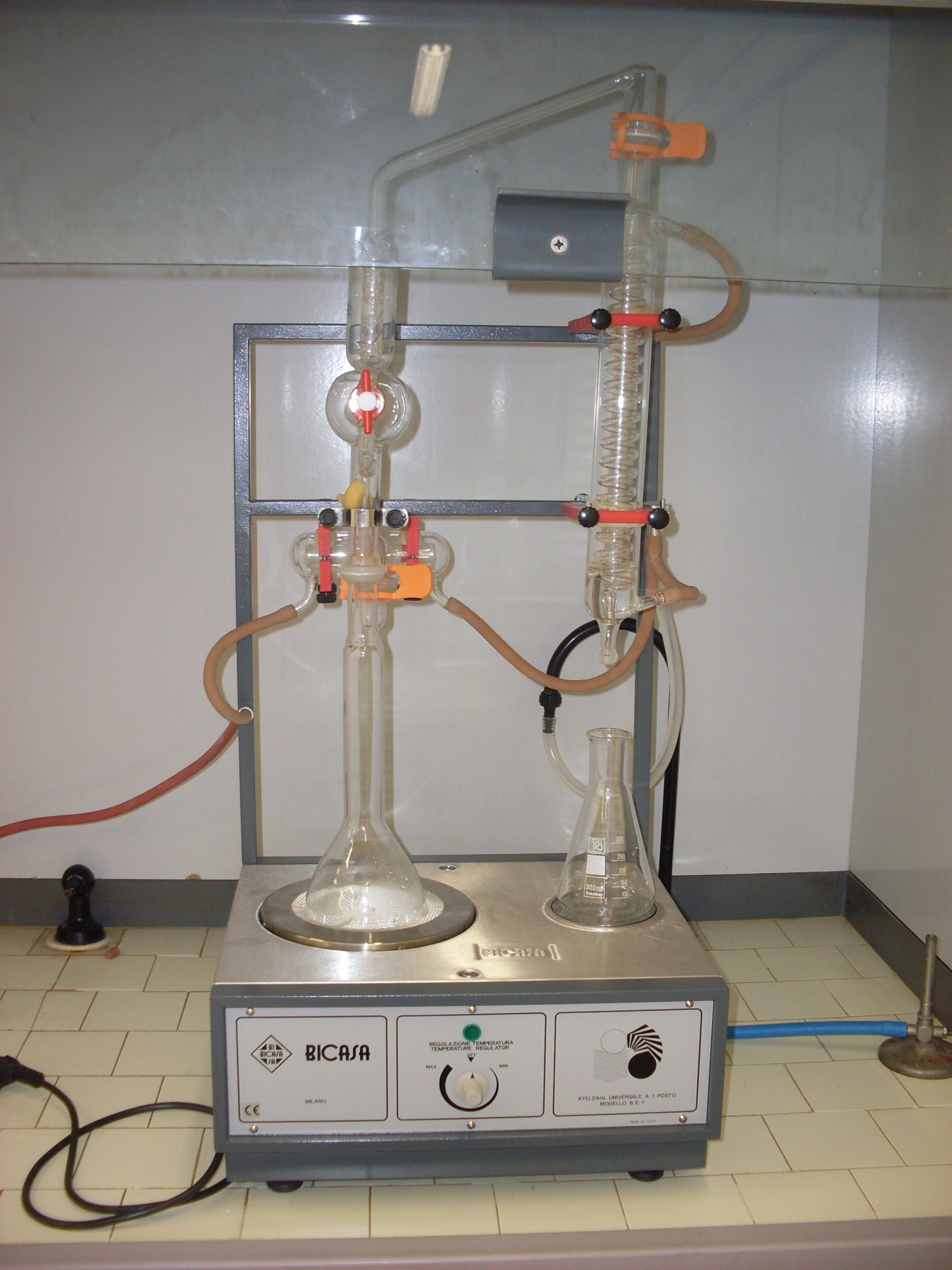
Destilleeropstelling om de Kjeldahl-stikstof mee te bepalen

Het ammoniakgas wordt via stoomdestillatie overgebracht naar een oplossing van verdund zuur als boorzuur. De ammoniak in de stoom reageert met het boorzuur tot een (basisch) ammonium-boraatcomplex waarbij waterstofionen worden opgenomen wat leidt tot een stijging van de pH:
{\displaystyle \mathrm {H_{3}BO_{3}\ +\ NH_{3}\ \longrightarrow \ NH_{4}^{+}.H_{2}BO_{3}^{-}} }

### Stap 3: titratie
Voor de opvang van het ammoniakgas kan in principe elk zuur worden gebruikt. Als een zwak zuur wordt gebruikt, zoals boorzuur kan de bij het afvangen gevormde sterke base (direct) worden getitreerd met een sterk zuur als zoutzuur zonder dat overtollig afvangzuur wordt afgevangen. Dit heeft als voordeel dat het zwakke zuur niet nauwkeurig gemeten hoeft te worden. 
Bij de titratie wordt als indicator een mengsel van methylrood en methyleenblauw in ethanol gebruikt. Het gebruikte volume standaardoplossing kan worden omgerekend naar de hoeveelheid stikstof in het monster. 
{\displaystyle \mathrm {NH_{4}^{+}.H_{2}BO_{3}^{-}+\ HCl\ \longrightarrow \ NH_{4}Cl\ +\ H_{3}BO_{3}} }
Wanneer bij de destillatie een sterk zuur als zoutzuur wordt gebruikt als opvangvloeistof moet dit nauwkeurig worden gemeten, omdat het zuur dat overblijft na het toevoegen van ammoniak dan wordt teruggetitreerd met een base om op deze wijze de hoeveelheid stikstof te bepalen.

## Eiwitgehalte
De hoeveelheid Kjeldahl-stikstof is gerelateerd aan het eiwitgehalte van een biologisch monster. Bij de meeste voedingsmiddelen kan ervan worden uitgaan dat het Kjeldahl-stikstof voornamelijk uit eiwitten komt. Bij het omrekenen naar eiwitgehalte moet er rekening mee worden gehouden dat de afzonderlijke aminozuren een verschillend stikstofgehalte hebben. Gemiddeld bedraagd het eiwitgehalte van Kjeldahl-stikstof 16%. Om het eiwitgehalte te berekenen moet het analytisch bepaalde stikstofgehalte van een monster dan vermenigvuldigd worden met een factor 6,25. Voor tarwemeel en griesmeel is de factor 5,7.